# Biocon
Biocon est une entreprise indienne de biotechnologie, basée à Bengalore. Elle est fondée par Kiran Mazumdar-Shaw. Elle est notamment spécialisée dans les enzymes, la fabrication d'insuline ou l'oncologie.

## Histoire
En février 2022, Biocon annonce l'acquisition des activités de médicaments biosimilaires de Viatris pour 3,34 milliards de dollars.